# Liste der Bodendenkmäler in Tacherting
Auf dieser Seite sind die Bodendenkmäler in der oberbayerischen Gemeinde Tacherting zusammengestellt. Diese Tabelle ist eine Teilliste der Liste der Bodendenkmäler in Bayern. Grundlage ist die Bayerische Denkmalliste, die auf Basis des Bayerischen Denkmalschutzgesetzes vom 1. Oktober 1973 erstmals erstellt wurde und seither durch das Bayerische Landesamt für Denkmalpflege geführt wird. Die folgenden Angaben ersetzen nicht die rechtsverbindliche Auskunft der Denkmalschutzbehörde.

## Bodendenkmäler der Gemeinde

### Bodendenkmäler in der Gemarkung Emertsham
| Lage                                      | Objekt | Akten-Nr.     | Bild           |
| ----------------------------------------- | --- | ------------- | -------------- |
| Emertsham Trostberger Straße 1 (Standort) | Untertägige spätmittelalterliche und frühneuzeitliche Befunde im Bereich der Katholischen Filialkirche St. Vitus in Emertsham und ihrer Vorgängerbauten. | D-1-7940-0120 | weitere Bilder |
| Emertsham (Standort)                      | Untertägige spätmittelalterliche und frühneuzeitliche Befunde im Bereich der Katholischen Filialkirche St. Koloman in Kirchstätt.                        | D-1-7940-0121 |                |

### Bodendenkmäler in der Gemarkung Peterskirchen
| Lage                                 | Objekt | Akten-Nr.     | Bild                                                          |
| ------------------------------------ | --- | ------------- | ------------------------------------------------------------- |
| Peterskirchen (Standort)             | Verebneter Grabhügel vorgeschichtlicher Zeitstellung. | D-1-7940-0018 |                                                               |
| Peterskirchen (Standort)             | Verebnete Grabhügel vorgeschichtlicher Zeitstellung. | D-1-7940-0021 |                                                               |
| Peterskirchen (Standort)             | Untertägige mittelalterliche und frühneuzeitliche Befunde im Bereich der Katholischen Filialkirche St. Alban bei Maierlreith und ihres Vorgängerbaus mit aufgelassenem Friedhof. | D-1-7940-0122 |                                                               |
| Peterskirchen Dorfplatz 1 (Standort) | Untertägige spätmittelalterliche und frühneuzeitliche Befunde im Bereich der Katholischen Pfarrkirche St. Peter und Paul in Peterskirchen.                                       | D-1-7940-0123 | Untertägige spätmittelalterliche und frühneuzeitliche Befunde |

### Bodendenkmäler in der Gemarkung Tacherting
| Lage                               | Objekt | Akten-Nr.     | Bild           |
| ---------------------------------- | --- | ------------- | -------------- |
| Tacherting (Standort)              | Grabhügel mit Bestattungen der Bronzezeit. Siehe auch: Hügelgrab, Bronzezeit | D-1-7841-0156 |                |
| Tacherting (Standort)              | Körpergräber des frühen Mittelalters. | D-1-7941-0166 |                |
| Tacherting (Standort)              | Villa rustica der römischen Kaiserzeit. Siehe auch: Villa rustica (Tacherting), Römische Kaiserzeit                                                                                                | D-1-7941-0168 |                |
| Tacherting (Standort)              | Siedlung der römischen Kaiserzeit. | D-1-7941-0173 |                |
| Tacherting (Standort)              | Grabhügel vorgeschichtlicher Zeitstellung. | D-1-7941-0179 |                |
| Tacherting (Standort)              | Körpergräber der frühen Mittelalters. | D-1-7941-0180 |                |
| Tacherting (Standort)              | Verebnete Grabhügel mit Bestattungen der Hallstattzeit sowie Körpergräber des späten Mittelalters. Siehe auch: Hallstattzeit                                                                       | D-1-7941-0181 |                |
| Tacherting (Standort)              | Siedlung und verebnete Grabhügel vorgeschichtlicher Zeitstellung. | D-1-7941-0215 |                |
| Tacherting Lexengasse 2 (Standort) | Untertägige mittelalterliche und frühneuzeitliche Befunde im Bereich der Katholischen Pfarrkirche Unserer Lieben Frau und ihrer Vorgängerbauten sowie der Friedhofskapelle St. Anna in Tacherting. | D-1-7941-0260 | weitere Bilder |
| Tacherting (Standort)              | Reihengräberfeld des frühen Mittelalters. Siehe auch: Reihengrab | D-1-7941-0307 |                |